# Bremerhaven-Speckenbüttel
Bremerhaven-Speckenbüttel – nieczynna stacja kolejowa w Bremerhaven, w Niemczech. Znajduje się tu 1 peron.